# Внимательный (миноносец)
«Внима́тельный» — эскадренный миноносец типа «Форель» Российского Императорского флота.

## История корабля
Заказан по судостроительной программе «Для нужд Дальнего Востока». 11 января 1899 года зачислен в списки судов Российского флота, 25 ноября 1900 года спущен на воду. На испытаниях превысил контрактную скорость на 2 узла. После испытаний отправлен в Россию, куда вышел 28 сентября 1901 года.
30 октября 1901 года, после кратковременной стоянки в Кронштадте, миноносец отправился на Дальний Восток. Сразу же по выходе корабль попал в жестокий девятибалльный шторм и получил серьёзные повреждения. После длительного ремонта во Франции «Внимательный» в составе отряда миноносцев продолжил поход. Во время плавания на миноносце случались постоянные поломки, из-за чего отряд нередко задерживался в иностранных портах.
5 мая 1903 года «Внимательный» прибыл в Порт-Артур. После вхождения в состав Первой Тихоокеанской эскадры он был зачислен в Первый отряд миноносцев.
С началом Русско-японской войны миноносец принял активное участие в боевых действиях, неся сторожевую службу на внешнем рейде и совершая разведывательные походы, причём на нём часто держал свой флаг начальник Первого отряда миноносцев Н. А. Матусевич. За первый месяц войны миноносец выходил в море с различными боевыми заданиями 16 раз. 26 февраля 1904 года «Внимательный» принял участие в бою миноносцев у Порт-Артура. В этом бою четвёрке эскадренных миноносцев русского отряда противостояли четыре японских «истребителя». «Внимательный» шёл в строю миноносцев предпоследним и после обнаружения японских кораблей в 3 часа 45 минут открыл по ним огонь, избрав своей целью замыкающий миноносец «Акацуки». Русские снаряды повредили на японском «истребителе» машину и перебили главную паровую магистраль, что привело к потере хода «Акацуки» (на попадания в него претендуют почти все участвовавшие в бою русские миноносцы). После оживлённой перестрелки противники потеряли друг друга в темноте. В бою «Внимательный» выпустил 11 снарядов и не получил повреждений.
В ночь на 14 мая Первый отряд миноносцев вышел на операцию против японских кораблей в районе Цзинчжоу. В 1.10 на «Внимательном» заметили буруны прямо по курсу и миноносец выскочил на мель. После нескольких неудачных попыток снять корабль с камней, он был торпедирован миноносцем «Выносливый». 26 мая японские дозорные суда обнаружили севший на мель русский корабль и начали операцию по его подъёму. Однако, начавшимся через несколько недель штормом «Внимательный» сорвало с камней и он затонул.